# Sthenaster emmae
Sthenaster emmae är en sjöstjärneart som beskrevs av Mah, Nizinski och Lundsten 20. Sthenaster emmae ingår i släktet Sthenaster och familjen ledsjöstjärnor. Inga underarter finns listade i Catalogue of Life.